# Krystyna Walczak
Krystyna Walczak (ur. 1938) – polska aktorka teatralna i filmowa.
Była aktorką warszawskiego Teatru Objazdowego (PPIE, 1959–1960), Teatru Narodowego (1960–1962) i Teatru Dolnośląskiego w Jeleniej Górze (1966–1967).
Występowała w Kabarecie Starszych Panów, m.in. w 1962 w roli początkującej dziennikarki – „pani redaktor” (Mambo Spinoza, Puk, puk, puk, Jakże ściana ta cienka).

## Filmografia
- 1966: Klub profesora Tutki jako kelnerka (odc. 1–5)
- 1963: Liczę na wasze grzechy jako Malinka, konserwator w muzeum, „członek” klubu
- 1965: Salto